# Deep Elm Records
Deep Elm Records ist ein amerikanisches Musiklabel mit Sitz in Maui im Bundesstaat Hawaii. Es wurde 1995 von John Szuch gegründet, der ohne Branchenwissen loslegte und fünf Jahre bis zum Breakeven brauchte.
Das Label veröffentlichte ab 1997 in unregelmäßigen Abständen die Kompilation The Emo Diaries, die es bis 2011 auf zwölf Teile brachte, u. a. mit Jimmy Eat World und Samiam (Teil 1), Further Seems Forever (Teil 4), Time Spent Driving (Teil 7) oder Collapse Under the Empire (Teil 12). Stilistisch bewegt sich die Bandbreite der Veröffentlichungen vor allem in der Spanne Alternative bis Indie-Rock, wobei beispielsweise mit Planes Mistaken for Stars auch Punkmusik im Repertoire ist.
Anfang 2014 wurde der komplette Katalog auf Bandcamp eingestellt.

## Veröffentlichungen (Auswahl)
- The Appleseed Cast – Low Level Owl: Volumes I + II (Kompilation, 2012)
- This Beautiful Mess – Falling on Deaf Ears (2001)
- Benton Falls – Fighting Starlight (2001)
- Down to Earth – Prisms (2009)
- Fightstar – They Liked You Better When You Were Dead (Mini-Album, 2006)
- Last Days of April – Angel Youth (2000)
- Logh – Every Time a Bell Rings an Angel Gets His Wings (2002)
- Moving Mountains – Pneuma (2008)
- Muckafurgason – The Pink Album (2010)
- Nada Surf – Deeper Well (7"-Single, 1999)
- Planes Mistaken for Stars – Planes Mistaken for Stars (Mini-Album, 1999)
- Sounds Like Violence – With Blood on My Hands (2007)